# مانويل بلتران
مانويل بلتران (بالإسبانية: Manolo Beltrán)‏ ولد بتاريخ 28 مايو 1971 في خاين، هو دراج إسباني سابق في صنف سباق الدراجات على الطريق.

## سجل النتائج

### المراكز
- حقق المركز الـ 13 في طواف إسبانيا 1998
- حقق المركز الـ 7 في طواف إسبانيا 1999
- حقق المركز الـ 11 في سباق طواف فرنسا 2000
- حقق المركز الـ 9 في طواف إسبانيا 2002
- حقق المركز الـ 6 في طواف إسبانيا 2003
- حقق المركز الـ 13 في طواف إسبانيا 2004
- حقق المركز الـ 9 في طواف إسبانيا 2006
- حقق المركز الـ 9 في طواف إسبانيا 2007

## روابط خارجية
- مانويل بلتران على موقع الاتحاد الدولي للدراجات (الإنجليزية)
- مانويل بلتران على موقع أرشيف الدراجات (الإنجليزية)
- مانويل بلتران على موقع إحصائيات الدراجات الإحترافية (الإنجليزية)
- مانويل بلتران على موقع نسبة الدراجات (الإنجليزية)